# Einojuhani Rautavaara
 (juillet 2016).
Si vous disposez d'ouvrages ou d'articles de référence ou si vous connaissez des sites web de qualité traitant du thème abordé ici, merci de compléter l'article en donnant les références utiles à sa vérifiabilité et en les liant à la section « Notes et références ».
Pour les articles homonymes, voir Rautavaara.
Einojuhani Rautavaara ( audio), né le 9 octobre 1928 à Helsinki et mort le 27 juillet 2016 dans la même ville, est un compositeur finlandais.

## Biographie
Né d'un père baryton et d'une mère médecin, Einojuhani Rautavaara perd son père à l'âge de dix ans. À la mort de sa mère, six ans plus tard, il finit sa scolarité à Turku avant de retourner à Helsinki en 1948, où il étudie la musicologie et la composition à l’Académie Sibelius. Diplômé en 1954 de composition, il se voit octroyer une bourse par Jean Sibelius lui-même pour partir aux États-Unis, où il se forme à la Juilliard School et à Tanglewood. Il parfait ensuite sa formation en Suisse et enfin à Cologne.
D’abord influencé par le néo-classicisme (Stravinsky, Hindemith), il se tourne ensuite vers Moussorgsky, Debussy, Messiaen (avec lequel il partage une passion pour l'ornithologie) et enfin Berg. Compositeur infatigable et éclectique qui passe en revue toute l'histoire de la musique, il s'essaie à tous les styles et écoles qui soient depuis le chant grégorien au dodécaphonisme en passant par la Musique aléatoire ou le post-romantisme, ou encore la musique électronique, à tous les genres depuis l'opéra, le concerto jusqu'à la musique de chambre en passant par la symphonie et la musique chorale.
On lui doit plusieurs partitions pour la scène dont l'opéra Rasputin et un grand nombre d'œuvres pour orchestre (dont huit symphonies).
Il enseigne à l'Académie Sibelius à partir de 1966. Parmi ses élèves : Harri Ahmas, Esa-Pekka Salonen, Magnus Lindberg.
Il meurt à Helsinki le 27 juillet 2016.

## Œuvres majeures

### Opéras
- Apollo contra Marsyas (1970)
- The Myth of Sampo (1974/1982)
- Thomas (1982–1985)
- Vincent (1986–1987)
- Auringon talo, (1989–1990)
- Tietäjien lahja, (1993–1994)
- Aleksis Kivi (1995–1996)
- Rasputin (2001–2003)

### Symphonies
- Symphonie no 1 (1956/1988/2003)
- Symphonie no 2 (1957/1984)
- Symphonie no 3 (1961)
- Symphonie no 4 : Arabescata (1962)
- Symphonie no 5 (1985-1986)
- Symphonie no 6 : Vincentiana (1992)
- Symphonie no 7 : Angel of Light (1994)
- Symphonie no 8 : The Journey (1999)

### Concertos
- Concerto pour violoncelle no 1 (1968)
- Concerto pour piano no 1 (1969)
- Concerto pour flûte : Dances with the Winds (1973)
- Concerto pour violon (1976–1977)
- Concerto pour orgue : Annunciations (1976–1977)
- Concerto pour contrebasse : Angel of Dusk (1980)
- Concerto pour piano no 2 (1989)
- Concerto pour piano no 3 : Gift of Dreams (1998)
- Concerto pour harpe (2000)
- Concerto pour clarinette (2001)
- Concerto pour percussions : Incantations (2008)
- Concerto pour violoncelle no 2 : Towards the Horizon (2008-9)

### Œuvres chorales
- Ludus verbalis op. 10 (Personalia; Temporalia; Qualitativa; Quantativa), quatre pièces parlées pour chœur mixte à quatre voix (1960)
- Concerto pour soprano, chœur et orchestre : Daughter of the Sea (Meren tytär) (1971)
- Lapsimessu, pour chœur d’enfants et orchestre (1973)
- On the Last Frontier, fantaisie pour chœur et orchestre (1997)

### Autres œuvres pour  orchestre
- Praevariata (1957)
- Modificata (1957)

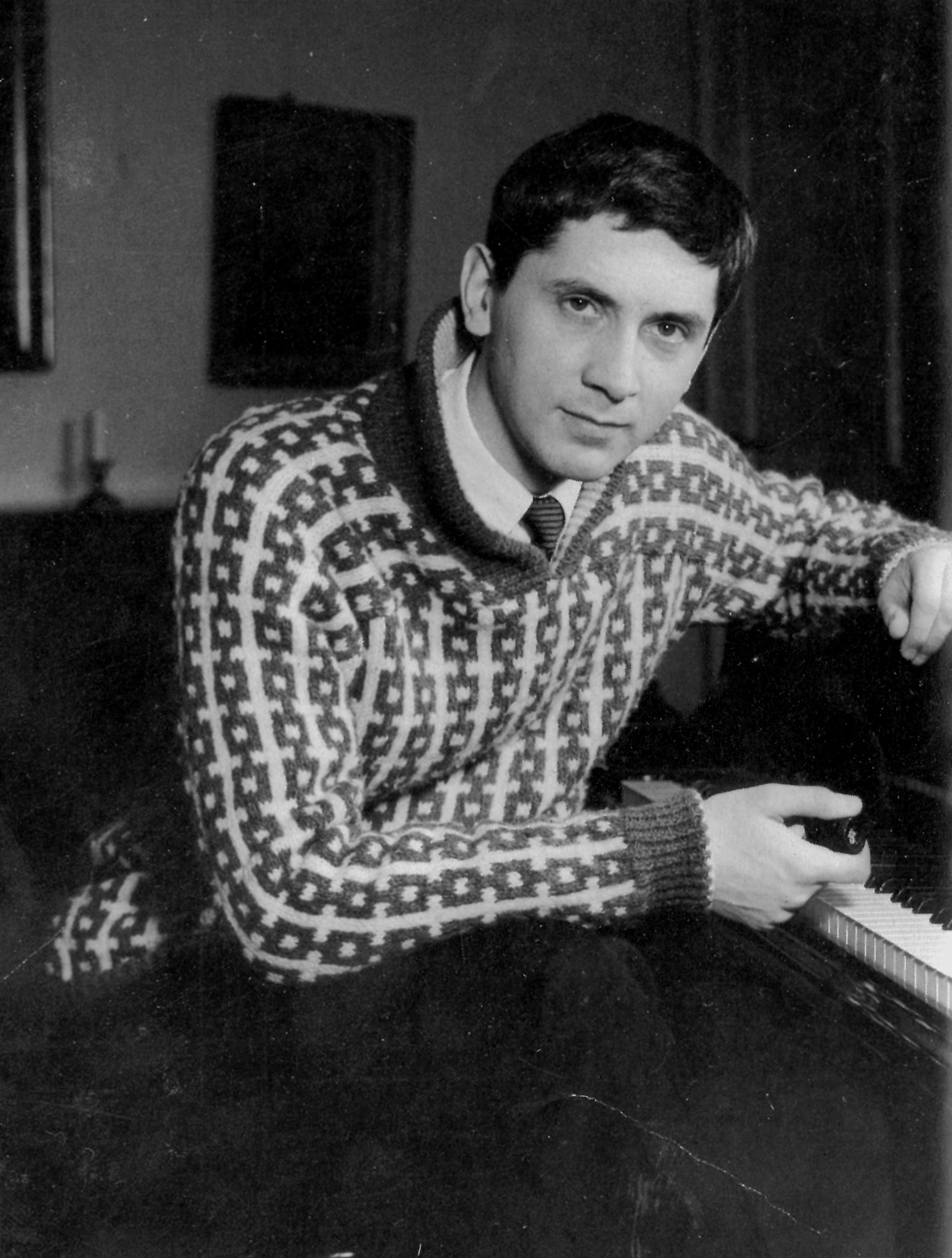
Einojuhani Rautavaara dans les années 1950.

- Anadyomene: Adoration of Aphrodite (1968)
- Cantus Arcticus (1972)
- Angels and Visitations (1978)
- Ostrobothnian Polska (1980)
- Lintukoto (1995)
- Autumn Gardens (1999)
- Garden of Spaces (2003)
- Book of Visions (2003–2005)
- Manhattan Trilogy (2003–2005)
- Before the Icons (2005)
- A Tapestry of Life (2007)

### Orchestre à cordes
- Pelimannit (1952/1972)
- Suite for Strings (1952)
- Divertimento (1953)
- An Epitaph for Béla Bartók (1955/1986)
- Canto I (1960)
- Canto II (1961)
- Canto III (1972)
- Ballade for harp and strings (1973/1981)
- A Finnish Myth (1977)
- Bird Gardens (1982)
- Hommage à Liszt Ferenc (1989)
- Canto IV (1992)
- Adagio céleste (2000)
- Into the Heart of Light (Canto V) (2012)

### Orchestre de cuivres
- A Requiem in our Time (1953)
- Sotilasmessu (1968)
- Playgrounds for Angels (1981)

### Musique de chambre
- Quatuors à cordes:
  - Quatuor à cordes no 1 (1952)
  - Quatuor à cordes no 2 (1958)
  - Quatuor à cordes no 3 (1965)
  - Quatuor à cordes no 4 (1975)
- Octuor à vent (1962)
- Sonate pour clarinette (1969)
- Sonates pour violoncelle:
  - Sonate pour violoncelle no 1 (1972–1973/2001)
  - Sonate pour violoncelle no 2 (1991)
- Ballade, pour harpe et cordes (1973/1981)
- Sonate pour flûte et guitare (1975)
- Serenades of the Unicorn, pour guitare (1977)
- Monologues of the Unicorn, pour guitare (1980)
- Quintette à cordes: Unknown Heavens (1997)
- Hymnus, pour trompette et orgue (1998)
- Lost Landscapes, pour violon et piano (2005)
- April Lines, pour violon et piano (2006)
- The Last Runo, pour quintette de flûtes (2007)
- Summer Thoughts, pour violon et piano (2008)

### Œuvres pour piano
- Three Symmetrical Preludes (1949-50)
- Icons (1955)
- Préludes (1956)
- Partita (1956–8)
- Etudes (1969)
- Sonates pour piano:
  - Sonate pour piano no 1: Christus und die Fischer (1969)
  - Sonate pour piano no 2: The Fire Sermon (1970)
- Musique pour piano no 1 (1976)
- Musique pour piano no 2 (1976)
- Narcissus (2001)
- Passionale (2003)
- Fuoco (2007)

### Œuvres pour chœur
- Ludus verbalis, motet pour chœur (1960)
- Praktisch Deutsch, motet pour chœur (1969)
- True & False Unicorn, cantate (1971/2000)
- Vigilia, pour chœur et solistes (1971–1972/1996)
- Elämän kirja, suite chorale (1972)
- Lorca Suite, pour chœur d’enfants (1973)
- Morsian, chant choral (1975)
- Lähtö, chant choral (1975)
- Summer Night (Sommarnatten), chant choral (1975)
- Magnificat, messe chorale (1979)
- Nirvana Dharma, pour chœur, soprano, et flute (1979)
- Katedralen, pour chœur et solistes (1982)
- Legenda, pour chœur masculin (1985)
- Cancion de nuestro tiempo, choral suite (1993)
- Die erste Elegie, chant choral (1993)
- Och glädjen den dansar, chant choral (1993)
- Halavan himmeän alla, chant choral (1998)
- Our Joyful'st feast, pour chœur (2008)

### Œuvres pour voix solistes
- Three Sonnets of Shakespeare (1951/2005)
- Pyhiä päiviä (1953)
- Five Sonnets to Orpheus (1955–56/1960)
- Die Liebenden (1958–1959/1964)
- Guds väg (1964/2003)
- Matka (1977)
- Maailman uneen (1972–1982)
- I min älsklings trädgård (1983–87)
- Eingang, pour soprano et quatuor à cordes (2009)

## Prix
- Prix Sibelius de Wihuri, 1965